# Henry Du Mont
Pour les articles homonymes, voir Dumont.

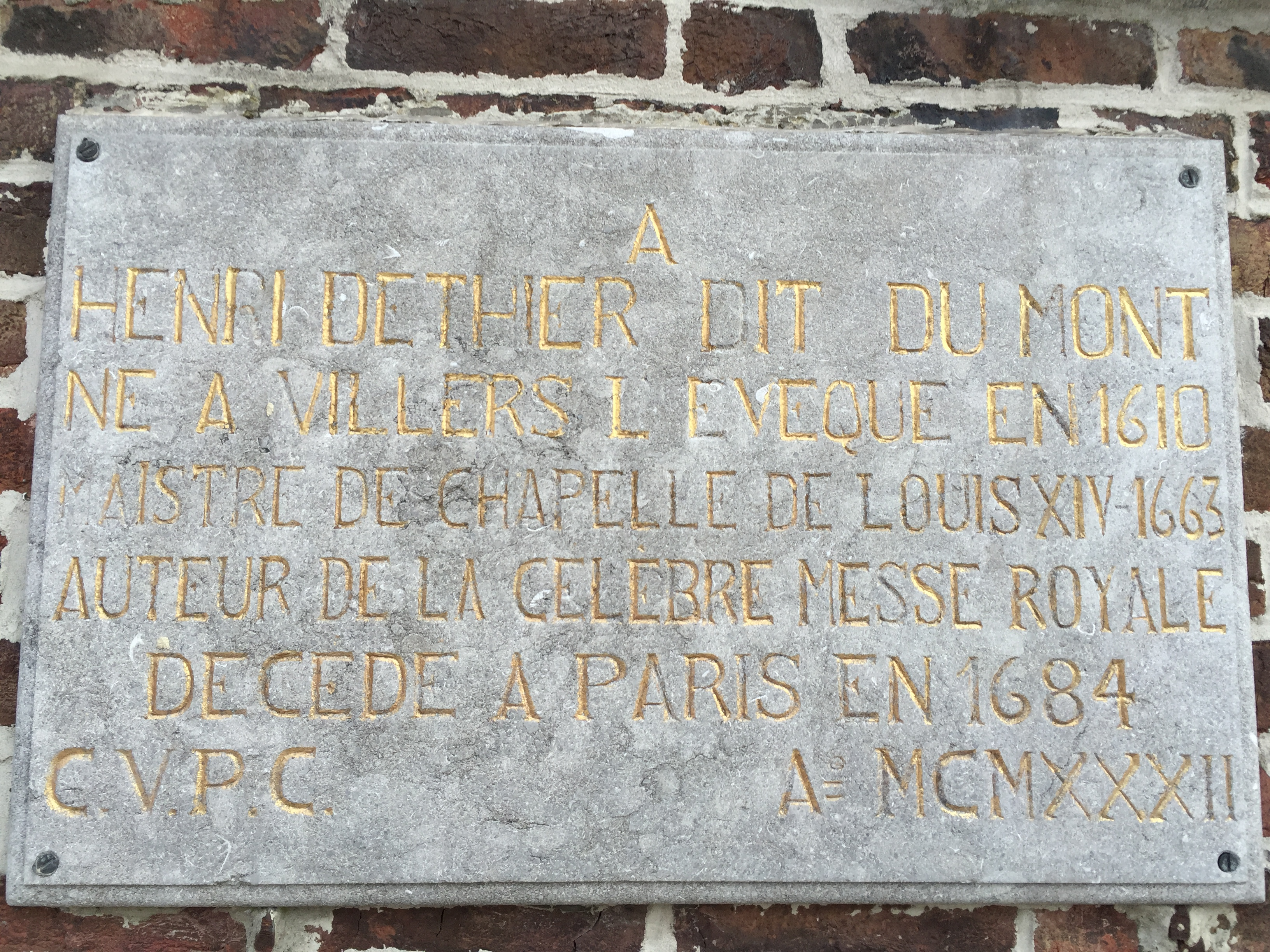
Plaque commémorative posée en 1932 à l'entrée de l’église Notre-Dame de Villers-l'Évêque en Belgique : À Henri de Thier dit Du Mont né à Villers-l'Évêque en 1610, Maistre de chapelle de Louis XIV-1663 auteur de la célèbre Messe Royale, décédé à Paris en 1684 C.V.P.C. A=MCMXXXII

Henry de Thier, dit Henry Du Mont, né en 1610 à Looz, près de Tongres, et mort le 8 mai 1684 à Paris, est un organiste et compositeur de la période baroque originaire de la principauté de Liège, dont la carrière se déroule essentiellement à Paris. Figure importante de la vie musicale de la première partie du règne de Louis XIV, dirigeant (avec son collègue Pierre Robert) la musique religieuse de la cour jusqu’en 1683, il sera une source d’inspiration majeure pour des compositeurs comme Lully et de Lalande.
Les œuvres d’Henry Du Mont (et tout particulièrement ses motets) font preuve d’une grande science du contrepoint et d’une remarquable modernité. Elles seront louées et appréciées longtemps après la disparition de leur auteur, des musicologues comme Sébastien de Brossard ne manquant pas d’en souligner toutes les qualités.

## Biographie
Sauf mention expresse, les sources biographiques sont extraites de Decobert 2011.

### Jeunesse
Henry de Thiers a Monte est né en 1610 à Looz dans le diocèse de Liège ; sa famille se déplace ensuite à Maastricht, où il devient enfant de chœur de l'église Notre-Dame en 1621. Formé par les maîtres Jean Saucinus puis Nicolas Haccourt, il étudie également l’orgue. Lui et son frère font leurs humanités chez les Dominicains et les Jésuites de cette ville. Il devient clerc tonsuré en 1626, puis nommé organiste en 1629.
Commence alors une série de voyages dès 1630 : plusieurs fois à Liège où il se perfectionne probablement à la cathédrale Saint-Lambert auprès de Lambert Pietkin et Léonard de Hodemont. En 1632, il est remplacé à l’orgue de Maastricht par Joannes Silvius puis par son frère Lambert.

### Paris: organiste et claveciniste
Après quelques années où il n’est pas bien localisé, il s’installe à Paris en 1638 et est engagé à Paris vers 1639-1640 comme organiste de l’église paroissiale Saint-Paul. Le contrat qu’il signe en 1643 avec la fabrique de Saint-Paul précise ses devoirs et prévoit 400 livres tournois (lt) de salaire annuel de même qu’un logement gratuit.
Du Mont restera à ce poste - et à ce domicile - jusqu’à sa mort ; entretemps il fait reconstruire l’orgue par le facteur Pierre Thierry vers 1645-1646. C’est dans ce domicile qu’il accueille Mechtel Loyens, fille du bourgmestre de Maastricht, épousée en 1653 à Maastricht mais morte dès 1660.
Il obtient en 1647 ses lettres de naturalité et postule à des bénéfices ecclésiastiques (il obtient en 1648 une cure, dont il se décharge dès 1650). Il se partage entre ses instruments, des leçons, la composition, et des concerts donnés ici ou là avec d’autres virtuoses de la viole, du théorbe, du clavier ou du chant... Il est identifié en 1650 au milieu des violistes Itier et Nicolas Hotman, employés par le duc d’Anjou (futur Philippe d'Orléans (1640-1701)), avec le chanteur Blaise Berthod et le compositeur Lazzarini [Lazarin], ce qui montre qu’il a réussi à vite tracer sa voie à la cour. Dès 1652 il est claveciniste du duc d’Anjou.
La publication des Cantica sacra en 1652 puis celle des Meslanges en 1657, la protection de Charlotte d’Ailly (veuve du duc de Chaulnes), de même l’accession à une charge de clavecin du duc d’Anjou, frère cadet de Louis XIV (avant 1655), révèlent que Du Mont atteint la célébrité dès les années 1650. Sa correspondance avec Constantijn Huygens (lui-même au centre de tout un réseau de musiciens français) le montre bien introduit dans le milieu artistique.

### Organiste et maître de musique de la reine, puis sous-maître de la chapelle du roi
Le mariage de Louis XIV et de Marie-Thérèse d'Autriche en 1660 est l’occasion d’obtenir la charge d'organiste de la reine (qu’il revend en survivance en 1677 mais qu’il conserve jusqu’à la mort de la reine en 1683). Il cumule cette charge avec celle de maître de musique de 1673 environ à 1682.
Peu après, la mort de Jean Veillot en 1662 laisse la charge de sous-maître de la chapelle royale vacante. Elle est alors divisée en quatre quartiers (trimestres) et partagée entre Du Mont, Pierre Robert, Thomas Gobert et Gabriel Expilly. Il devient aussi compositeur de la musique de la chapelle en 1672.
L’abbaye de Silly lui est attribuée en commende en 1667, assortie de 2400 lt de revenus. Il aura à cœur de suivre la gestion de l’abbaye d’assez près, la visitant régulièrement et passant contrat avec ses procureurs. Il reçoit également du roi une pension de 1200 lt prise sur les revenus de l’abbaye de Saint-Évroult. Durant cette période, Du Mont reste attaché à sa patrie, voyage de temps en temps à Maastricht, y obtient un bénéfice en 1676, veille à la sécurité de sa parentèle et de celle de son épouse.
La parution de ses Motets à deux voix (1668), des Cinq messes en plain-chant (1669), la réimpression des Meslanges (1678), les Motets (1681) révèlent une célébrité à son sommet, encore couronnée par la publication posthume des Motets pour la chapelle du roi (1686).
Les revenus de Du Mont peuvent, à ce sommet de sa carrière, être évalués à environ 8.000 lt par an, tandis que son intérieur et son train de vie restent modestes. En 1681 et 1682, Du Mont cède ses charges à la cour et meurt peu après, veuf depuis longtemps.

## Œuvres
Les œuvres d’Henry Du Mont consistent essentiellement en musique religieuse. Elles font preuve d’une grande science du contrepoint et d’une remarquable modernité. Elles seront louées et appréciées longtemps après la disparition de leur auteur, des musicologues comme Sébastien de Brossard ne manquant pas d’en souligner toutes les qualités.

### Messe
- Messe à 5 voix et basse continue.

Messe perdue, citée dans l’avant-propos des Cantica sacra.

### Les motets à grand chœur (dits aussi «grands motets»)

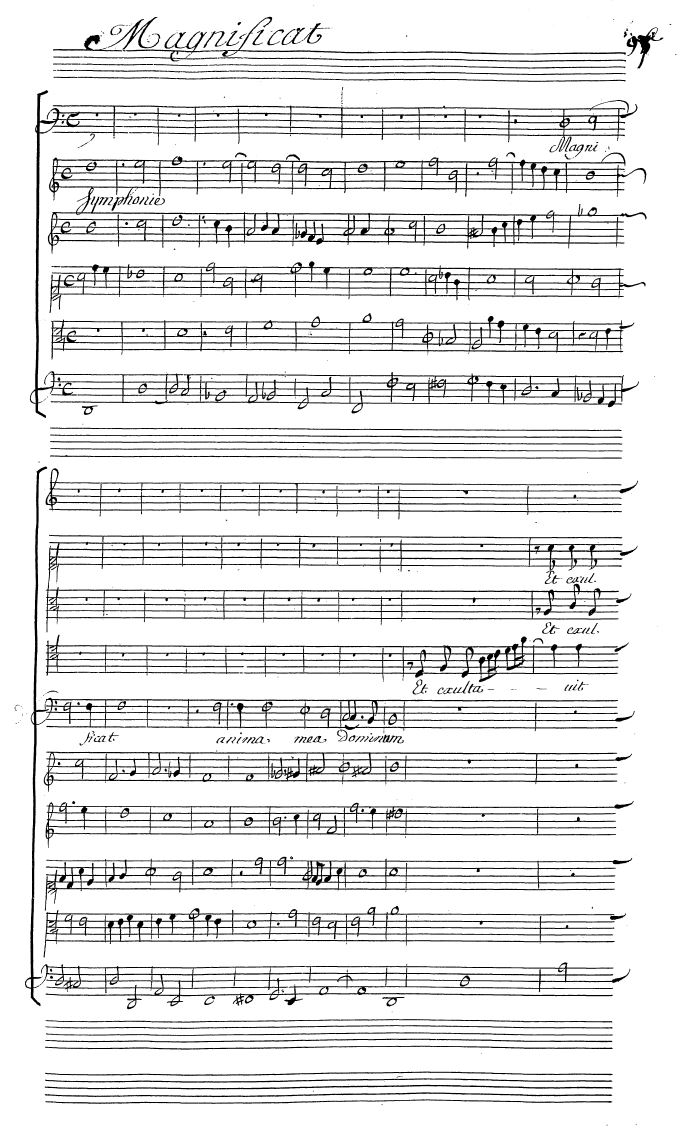
Début du Magnificat à grand choeur de Henry Du Mont (Paris BNF (Mus.) : RES F-927, collection Philidor).

Les motets à grand chœur ont été composés par Du Mont à l’usage de la chapelle royale ; l’un d'eux était interprété lors de la messe basse donnée vers 13 heures. Ce service comprenait également une élévation, chantée en petit effectif. Au total, Du Mont en a composé 69, et l’on connait la musique de 26 d’entre eux.
Les textes de tous ces motets sont connus par les livrets imprimés pour les auditeurs de la messe entre 1666 et 1683 (qui contiennent aussi le texte des élévations). Il s’agit surtout de texte de psaumes ou de cantiques, dans leur traduction canonique mais aussi de poésies néo-latines de Pierre Perrin (poète) au nombre de douze, qui se retrouvent dans ses recueils poétiques.
Pour la musique, les deux seules sources sont :
- Motets pour la chapelle du Roy, mis en musique par Monsieur Du Mont Abbé de Silly, et Maistre de la Musique de ladite Chapelle... Imprimez par exprès commandement de Sa Majesté. – Paris : Christophe Ballard, 1686. 16 parties 4° obl., RISM D 3710.

Édition posthume qui contient 20 motets, en parties séparées.
- [Recueil de motets de Henry Du Mont]. Manuscrit. Paris BNF (Mus.) : Rés VMA-MS-572. Provient de la collection de Sébastien de Brossard.

Contient 6 motets, en partition.
- Les Grands motets de M. Dumont. Manuscrit de la collection Philidor. Paris BNF (Mus.) : RES F-927.

Ces motets à grand chœur font l’objet d’une édition monumentale au Centre de Musique Baroque de Versailles (CMBV), dont 6 volumes (contenant chacun trois ou quatre motets) ont paru depuis 1994, dus à Philippe Vendrix, Nathalie Berton, Laurence Decobert et Jean Duron.
Ces grands motets représentant sans doute la partie la plus originale et la mieux connue de l’œuvre de Du Mont. Ils consistent en une succession de versets (ou des bouts de versets) qui portent chacun un effectif particulier, souvent enchainés, sinon séparés par une pause. La distribution distingue un petit chœur de 5 voix solistes, et un grand chœur à 5 voix (dessus, haute-contre, haute-taille, basse-taille et basse) et un groupe instrumental (en général deux dessus de violons, haute-contre de violon, tailles et basses de violon, basse continue). L’agencement des effectifs est très mobile : solistes, groupes de solistes, chœur et orchestre s'assemblent, se décalent, se dispersent, se rejoignent. Les voix solistes rejoignent le chœur dès la fin de leur intervention. Dans ces œuvres reprend une partie de l’influence post-monteverdienne, tout en faisant preuve d'une sorte de retenue, comme si tout ne paraissait pas convenir à un homme du Nord. La chronologie de la composition des grands motets peut être approximativement restituée, en fonction de la première date de parution du texte dans les livrets de la Chapelle royale.

### Les petits motets

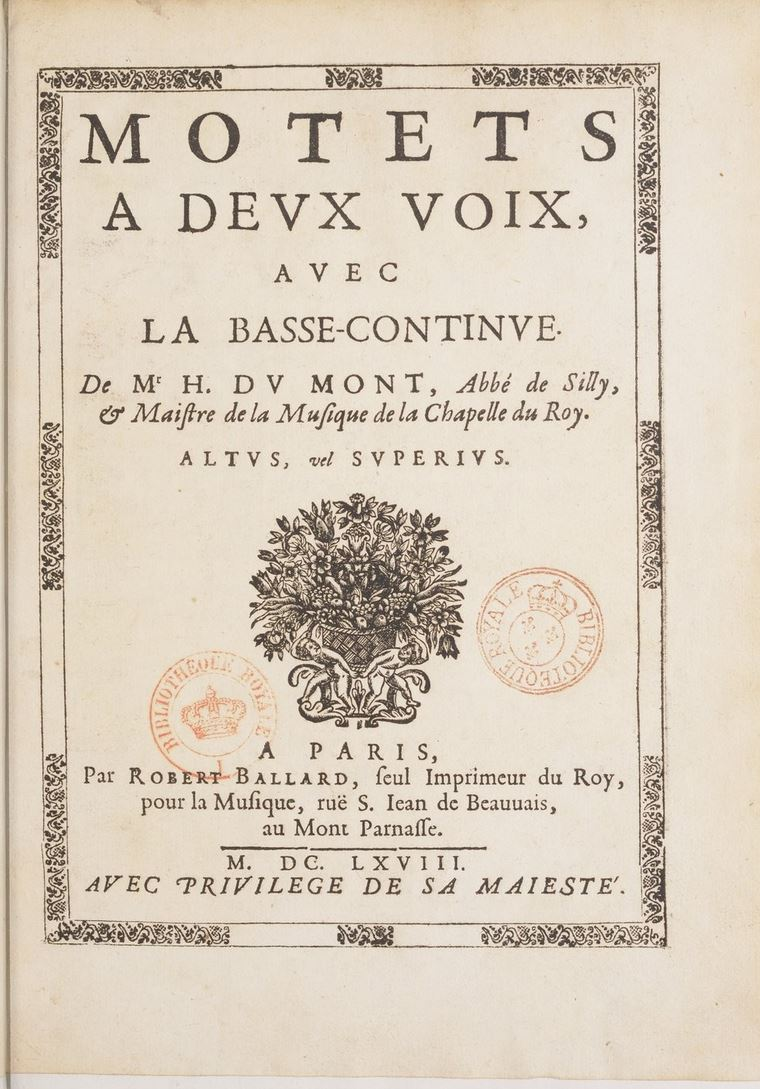
Henry Du Mont, Motets à deux voix avec la basse continue. Paris : Robert III Ballard, 1668. Paris BNF.

La production de Du Mont en petits motets est considérable. Elle comporte 133 pièces d’effectif variable (d’une voix seule jusqu’à cinq voix, avec basse continue). Ce compositeur est un des plus importants promoteurs de cette forme, à laquelle il a consacré plusieurs recueils :
- Cantica sacra ii. iii. iv. cum vocibus tum et instrumentis modulata... cum basso continuo. Liber primus. - Paris, Robert III Ballard et l'auteur, 1652. 5 vol. 4°. RISM D 3699, Guillo 2003 n° 1652-D, Berton 2011 n° MI-RECUEIL.25.

Dédicace à Charlotte D'Ailly, veuve de Honoré d'Albert, duc de Chaulnes, premier maréchal de France...
Contient 39 motets de 1 à 4 voix, et deux pièces instrumentales.
Édition réimprimée en 1662 (RISM D 3700, Guillo 2003 n° 1662-J, Berton 2011 n° MI-RECUEIL.25). Cette réédition est beaucoup plus fautive et visiblement non relue par le compositeur.
- Mélanges à 2, 3, 4 et 5 parties, avec la basse-continue, contenant plusieurs chansons, motets, magnificats, préludes, & allemandes pour l'orgue & pour les violes. Et les litanies de la Vierge. Livre second. Paris, Robert III Ballard, 1657. 6 vol. 4°. RISM D 3701, Guillo 2003 n° 1657-G, Berton 2011 n° MI-RECUEIL.26.

Dédicace à Monsieur de Halus, Seigneur de Courbevoie.
Contient 12 pièces latines (outre 18 chansons, 1 chanson spirituelle et 5 pièces instrumentales).
À ce volume est associé un volume complémentaire paru quatre ans plus tard : Troisiesme partie ajoutée aux préludes des Mélanges, Pour un Dessus de Viole, ou Taille, ou pour une Basse de Viole touchée à l'Octave. Avec la Basse-continuë des Motets à plusieurs Parties, pour la commodité des instruments. - Paris, Robert III Ballard, 1661. 1 vol. 4°. RISM D 3702, Guillo 2003 n° 1661-K.
L’ensemble est réimprimé à une date non déterminée mais postérieure à 1678 (Guillo 2003 c.1678-A et -B, Berton 2011 MI.RECUEIL.26).
- Motets à 2 voix, avec la basse-continue. - Paris, Robert III Ballard, 1668. 3 vol. 4°. RISM D 3704, Guillo 2003 n° 1668-H, Berton 2011 n° MI.RECUEIL.28.

Dédicace au roi Louis XIV.
Contient 30 motets et 3 pièces instrumentales.
- Récit de l'Eternité. - [Paris, Christophe Ballard, vers 1678-1683]. 1 vol. 4°. RISM D 3711 (daté 1699 par erreur), Guillo 2003 c.1678-C, Berton 2011 n° MI.311.

Contient le motet O æternæ misericors Deus ! O æternæ veritas ! à 1 voix et basse continue, déjà imprimé dans le recueil de 1668.
- Motets à II. III et IV parties pour voix et instruments avec la basse continue de Mr Du Mont... – Paris : Christophe Ballard, 1681. 5 parties 4°. Berton 2011 n° MI.RECUEIL.29, RISM D 3709 et DD 3709.

Dédicace au roi Louis XIV.
Contient 37 motets et trois symphonies.
À ces sources imprimées s’ajoutent quelques manuscrits : Uppsala (collection Düben : 2 pièces), Paris (1 pièce) et Bruxelles Conservatoire (Ms. 33760 : 8 pièces). Ces motet sont parmi les premières pièces en France à utiliser la basse continue, et à la publier dans une partie séparée. Du Mont fait preuve ici d’une grande variété dans les effectifs vocaux, utilise ou non des parties de violon, un, deux, trois ou quatre solistes avec instruments et basse continue. Il écrit aussi plusieurs dialogues, et des motets à deux chœurs.
Ces motets étaient en principes destinés aux couvents féminins, avec une prédominance des voix aigües. Ce qui est le plus novateur est l'usage de voix solistes avec instruments concertants, en particulier dans les motets à une ou deux voix. Des effets italiens sont introduits comme les vocalises et les échos. Le genre de l'oratorio est aussi esquissé avec des motets en dialogue, de même le style récitatif.
Le CMBV a entrepris une publication intégrale de ces petits motets, par nombre de voix croisant.

### Les messes enplain-chant

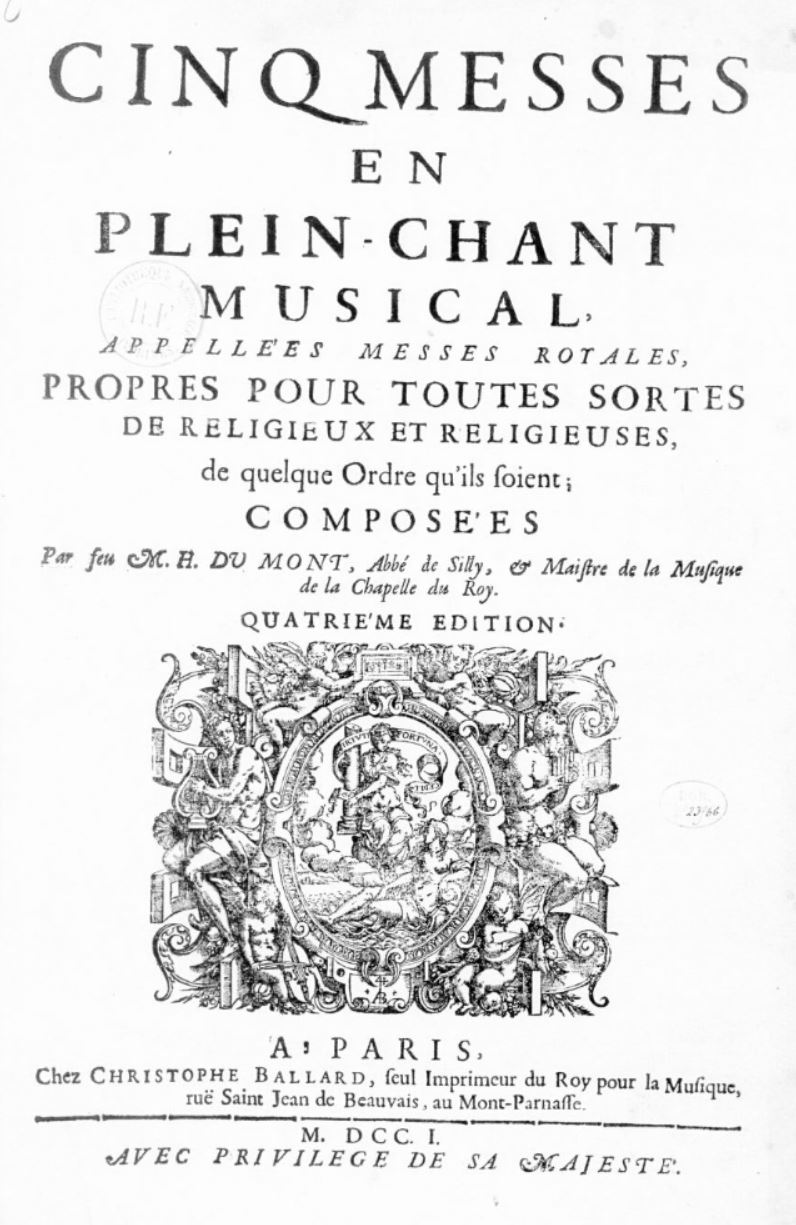
Henry Du Mont, Cinq messes en plain chant (4e édition, 1701). Paris : Christophe Ballard, 1701. Paris BNF.

- Cinq Messes en plain-chant, composées et dédiées aux révérends Pères de la Mercy, du Convent de Paris, et propres pour toutes sortes de Religieux, & de Religieuses, de quelque ordre qu’ils soient, qui se peuvent chanter toutes les bonnes festes de l’année. Par H. Du Mont... - Paris : Robert III Ballard, 1669. In-folio, 32 p. RISM D 3705, Guillo 2003 n° 1669-E.

Contient une messe du 1er ton, du 4e ton, du 5e ton, du 6e ton et du 2d ton.
Ces messes sont réimprimées quatre fois : en 1678 (collection privée), en 1685, en 1701 (RISM D 3706, la même année que les messes de Paul Damance), enfin en 1711. Ceci témoigne d’un succès certain.
Une transcription des cinq messes figure à la fin des Nouveaux éléments de chant du Père Jean-Jacques Souhaitty (Paris, Pierre Le Petit, 1677), à côté d'une messe de Guillaume-Gabriel Nivers et de deux messes anonymes.
De nombreuses copies manuscrites existent, faites aux XVIIe, XVIIIe et même XIXe siècles. Aux XIXe et XXe siècles, ces messes sont souvent rééditées avec un accompagnement d'orgue ou d'harmonium ou harmonisées pour chœur, par exemple par Charles Vervoitte ou Alexandre Guilmant.
Ces messes ont participé, avec les compositions en plain-chant de Nivers, au renouveau du plain-chant qui se fait jour durant le XVIIe siècle, pour mieux suivre le texte et la quantité des syllabes, avec des mélodies nouvelles et plus souples (plus « musicales », en fait) que les mélodies traditionnelles. Elles ont été chantées très longtemps dans les paroisses françaises, et restent encore dans l’oreille de ceux qui ont chanté la messes en latin avant le Concile Vatican II. Elles figurent toujours au répertoire des églises qui suivent la liturgie traditionnelle.
- Hymne Hymnis du resonat, publié dans les Hymni sacri et novi de Jean-Baptiste Santeul, 1689.

### La musique spirituelle
- Airs à quatre parties avec la basse continue, et quelques-uns à trois en forme de motet... sur la paraphrase de quelques pseaumes et cantiques de Messire Anthoine Godeau. Paris : Robert III Ballard, 1663. 4 vol. 4° oblong. RISM D 3703, Guillo 2003 n° 1663-G, Berton 2011 MI.RECUEIL.27.

Dédicace à Monsieur de Saint-Mesmin, Sieur de Villamblin, Conseiller du Roy et contrôleur général des Finances de feu S. A. R. Monseigneur le Duc d'Orléans.
Contient trente psaumes à 4 voix (Ps. 1, 8, 18, 21, 31, 33, 4, 51, 15, 16, 17, 36, 50, 6, 9, 37, 32, 40, 49, 101, 112, 39, 27, 28, 46, 41, 35, 97 et Cantique des trois enfants), dix pièces à 3 voix (Ps. 25, 138, 145, 53, 63, 4, Cantiques de Moïse, d’Ézechiel, de Judith), enfin trois pièces latines. Ils proviennent majoritairement de la paraphrase des psaumes écrite par Godeau (1648), mais aussi de ses Œuvres chrétiennes (1633) et de ses Poésies chrétiennes (1660).
Copie manuscrite intégrale (avec d'autres pièces de Jacques de Gouy et autres dans un recueil copié à Vevey en 1682 : Bonn, Musikwissenschaftliches Seminar der Rheinischen Friedrich-Wilhelm-Universität (dépouillé par le RISM : réf. 450065105).
Édition par Thierry Favier au Centre de musique baroque de Versailles (réf. CMBV_041), 2002.
Ces pièces paraissent treize ans après les Airs de Jacques de Gouy écrits sur les mêmes psaumes traduits par Godeau. Elles étaient destinées à être chantées dans le cadre de la musique domestique, et dans leur forme tâchaient de ne pas être trop difficiles pour convenir à un public élargi. Il était aussi possible de les interpréter avec seulement la voix de dessus et la basse continue (un supplément de tirage de ces deux volumes a été prévu). Sur l’œuvre, voir Desmet 1997 et Decobert 2011 p. 390-399.

### Les chansons
Du Mont s’est concentré sur le répertoire sacré et spirituel. Seules 18 chansons subsistent, toutes publiées dans les Meslanges de 1657. Elles sont précédées par un prélude instrumental, et écrites pour trois parties vocales, avec basse continue et parties instrumentales. Leur style est intermédiaire, entre celui de la polyphonie élaborée et celui de l’air avec basse continue. Elles sont contemporaines des airs de Michel Lambert publiés en 1660. Les textes identifiés sont dus à Bertrand de Bacilly (2 textes), Malo, Jacques Bouchardeau, Paul Scarron, Daniel de Rampalle et Henriette de Coligny de La Suze.

### La musique instrumentale
Seules 25 pièces instrumentales sont connues, réparties en douze pièces pour clavier (clavecin ou orgue), quatre pour violes ou clavier, et neuf pour violes ou violons. Elles sont éparpillées dans ses recueils imprimés (Cantica sacra de 1652, Meslanges de 1657, Motets à deux voix de 1668, Motets de 1681) et dans quelques manuscrits contemporains, tels le Manuscrit Bauyn et le Manuscrit Morel. Leur composition a commencé à la fin des années 1640. Comme souvent dans le répertoire de cette époque, il est possible d’en interpréter plusieurs avec un clavier ou avec un ensemble de cordes.
Certaines de ces pièces ont probablement été jouées dans les concerts que la société parisienne affectionnait à cette époque, où se produisaient la famille La Barre, Louis Couperin, Jacques Champion de Chambonnières, Nicolas Hotman et autres instrumentistes célèbres du temps. Pour les formes, les danses sont bien sûr convoquées (quinze allemandes, une courante, trois pavanes), outre six symphonies.
Onze pièces écrites ou transcrites pour le clavier ont été publiées par le CMBV (réf. Cahiers 32). Les pièces instrumentales ont aussi été publiées au CMBV par Nathalie Berton-Blivet en 2016 (réf. CMBV_071H), de même trois symphonies par Laurence Decobert en 2008 (réf. CMBV_050N).